# Sălățig
Sălățig (Roemeens), Szilágyszeg (Hongaars) is een Roemeense gemeente in het district Sălaj.

## Bevolking
De gemeente Sălățig telde tijdens de volkstelling van 2011 in totaal 2913 inwoners. De meerderheid van de bevolking (1601 personen) waren etnische Hongaren.